# Бобрик (Роменский район)
Бо́брик (укр. Бобрик) — село, Роменская городская община, Роменский район, Сумская область, Украина.
Код КОАТУУ — 5924182301. Население по переписи 2001 года составляло 1893 человека .

## Географическое положение
Село Бобрик находится на левом берегу реки Сула при впадении её притока Бобрик. Выше по течению Сулы на расстоянии в 2,5 км расположен город Ромны, ниже по течению примыкает посёлок Беловодское, на противоположном берегу Сулы — село Пески. Через село проходят автомобильная дорога Т-1907 и железная дорога со станцией Бобрик.

## История
- Село Бобрик известно с 1749 года (Исповедная книга в ЦИАУ в г. Киеве)
- На территории села Бобрик обнаружено поселение раннего железного века.

## Экономика
- Молочно-товарная ферма.
- Бобриковский межхозяйственный комбикормовый завод.
- Беловодский комбинат хлебопродуктов, ОАО
- Роменский молочный комбинат.
- «Бобрицкое», ООО.

## Объекты социальной сферы
- Дом культуры.

## Достопримечательности
- Братская могила советских воинов.